# Governo di transizione dell'Etiopia
Il Governo di transizione dell'Etiopia venne stabilito nel 1991 in Etiopia a seguito della caduta della Repubblica Popolare Democratica d'Etiopia, causata dalla presa di potere del Fronte Democratico Rivoluzionario del Popolo Etiope, e terminò nel 1995 con la nascita della Repubblica Federale Democratica d'Etiopia.
Il presidente del governo di transizione fu Meles Zenawi, mentre il Primo ministro fu Tamirat Layne.

## Antefatti
Nel maggio del 1991 la Repubblica Popolare Democratica d'Etiopia (RPDE) fu rovesciata dal Fronte Popolare di Liberazione del Tigrè (EPRDF) e dal Fronte Democratico Rivoluzionario del Popolo Etiope, con la promessa che la democrazia, la riabilitazione politica, la liberalizzazione economica e il riconoscimento dei diritti umani sarebbero presto seguiti. Il precedente regime era in realtà dominata dai leader del Derg, una giunta militare guidata da Menghistu Hailé Mariàm che conquistò il potere detronizzando l'imperatore d'Etiopia Hailé Selassié nel 1974. Il Derg e i suoi esponenti ristrutturarono drasticamente le istituzioni politiche ed economiche del paese (spesso tramite la repressione e la paura), trasformando il ruolo del governo centrale negli affari interni. Programmi come la villaggizzazione portata avanti in varie aree del paese vennero considerati come ulteriori prove dell'intenzione del regime di implementare riforme radicali.
Una volta saliti al potere, i leader dell'RPDE continuarono a perseguire i loro obiettivi come ex esponenti del Derg, facendo riprendere programmi di reinsediamento forzati considerati impraticabili dai più e che furono criticati considerevolmente a livello internazionale. Alcuni studiosi hanno evidenziato come il crollo dell'RPDE fu reso possibile in gran parte dalla perdita del sostegno sia finanziario che militare da parte dell'Unione Sovietica ormai in declino, che in passato appoggiò il Derg dopo il colpo di Stato del 1974. Il Fronte di Liberazione del Tigrè sfruttò l'indebolimento e la scarsa popolarità della Repubblica Popolare e le forze ribelli presero il potere ufficialmente nel maggio del 1991.
Subito dopo essersi assicurato il controllo della città, una "Conferenza Nazionale sulla Pace e la Riconciliazione" fu convocata ad Addis Abeba. Tenutasi nel luglio del 1991, l'obiettivo era definire una transizione a seguito del cambio di regime. Alla conferenza furono invitati alcuni importanti movimenti politici basasti sull'etnicità come il Fronte di Liberazione Oromo, il Fronte di Liberazione Afar e il Fronte di Liberazione della Somalia Occidentale. Ogni forma di organizzazione politica che avesse voluto partecipare alla conferenza avrebbe dovuto essere basata sull'etnicità, e di conseguenza vennero create numerose organizzazioni politiche di questo tipo guidate dall'élite urbana.

### Documenti
- (EN) Central Intelligence Agency, Ethiopia's forced resettlement program: more hunger ahead (PDF), 1997. URL consultato il 23 ottobre 2020 (archiviato dall'url originale il 23 febbraio 2020).

### Libri
- (EN) Harold D. Nelson e Irving Kaplan (a cura di), Ethiopia, a Country Study, American University, Foreign Area Studies, 1981.
- (EN) Margot Light, Troubled Friendships: Moscow's Third World Ventures, 1993, ISBN 9781850436492.

### Pubblicazioni
- (EN) Paul B. Henze, The defeat of the Derg and the establishment of new governments in Ethiopia and Eritrea, RAND Corporation, 1992.
- (EN) Christy Cannon Lorgen, The Experience of Villagisation: Lessons from Ethiopia, Mozambique, and Tanzania (PDF), Oxfam GB, gennaio 1999.